# La Vieille Fille (film, 1972)
Pour les articles homonymes, voir La Vieille Fille.
Pour plus de détails, voir Fiche technique et Distribution.
La Vieille Fille est un film franco-italien réalisé par Jean-Pierre Blanc et sorti en 1972, tourné à Cassis. Soutenu par la performance des deux acteurs principaux, qui en sont également coproducteurs, ce premier long métrage à la construction rigoureuse valut à son auteur l'Ours d'argent du meilleur réalisateur.

## Synopsis
Une panne de voiture contraint Gabriel, un homme un peu suffisant, à s'arrêter dans une petite station balnéaire et à loger provisoirement dans un hôtel de second ordre. Il y rencontre toute une galerie de personnages volontairement caricaturés à l'excès et notamment une femme entre deux âges, seule et timide. Leurs conversations sur la pluie et le beau temps déboucheront peut-être sur des retrouvailles amoureuses après les vacances... Muriel offrant à Gabriel, lors de son départ en train, un calepin où figure son adresse, 4, place d'Italie à Paris 13e.

## Fiche technique
- Titre : La Vieille Fille
- Réalisation : Jean-Pierre Blanc
- Assistant réalisateur : Marco Pico
- Conseiller technique : Charles Bitsch
- Scénario : Jean-Pierre Blanc
- Directeur de la photographie : Pierre Lhomme
- Musique : Michel Legrand
- Montage : Hélène Plemiannikov
- Producteurs : Ralph Baum et Raymond Danon
- Sociétés de production : Lira Films (Paris) - Praesidens (Rome)
- Distribution : Valoria Films (Paris)
- Pays d'origine :  France |  Italie
- Lieu de tournage : Hôtel du Golfe et plage du Bestouan à Cassis
- Format :
- Genre : comédie
- Date de sortie : 5 janvier 1972 en France
- Affiche : Michel Landi (France)

## Distribution
- Annie Girardot : Muriel Bouchon
- Philippe Noiret : Gabriel Marcassus
- Michael Lonsdale : Monod, pasteur et professeur de théologie
- Édith Scob : Édith, femme de Monod
- Marthe Keller : Vicka Montero, femme de chambre
- Catherine Samie : Clotilde, femme de chambre et serveuse
- Jean-Pierre Darras : Sacha, maître d'hôtel
- Albert Simono : Daniel, réceptionniste
- Claudine Assera : la serveuse inexpérimentée
- Maria Schneider : "Môme" (nom sur le badge macaron porté au début et à la fin du film)
- Lorenza Guerrieri : "Punaise" (nom sur le badge macaron porté au début et à la fin du film)

## Succès inattendu
À la suite des premières projections chez le producteur, les distributeurs ne souhaitent plus assurer la sortie du film. Il sort finalement en salle comme « roue de secours », à la suite de l'échec commercial et du retrait prématuré de l'affiche de Les Deux Anglaises et le Continent de François Truffaut. La Vieille Fille reçoit alors l'estime du public et de la critique, le film correspondant bien à la comédie de mœurs à la française.

### Sources
1. ↑  « La vieille fille - box office annie girardot 1972 », sur boxofficestars.com via Wikiwix (consulté le 16 octobre 2023).